# Love Don't Live Here Anymore
"Love Don't Live Here Anymore" je šesti i konačni singl američke pjevačice Madonne s drugog studijskog albuma Like a Virgin, izdan 10. ožujka 1986. pod Sire Recordsom, samo u Japanu. Pjesma je uključena i na kompilaciju naboljih balada Something to Remember i s tog albuma je kao singl izdana u ostatku svijeta 19. ožujka 1996. pod Maverick Recordsom.

## Verzija iz 1995.
Godine 1995. Madonna je izdala kompilaciju s najboljim baladama nazvanu Something to Remember. Ta kompilacija je uključivala remix ove pjesme, inače s njenog drugog studijskog albuma. Godine 1996. Warner Bros. je naručio snimanje video spota za pjesmu te je pjesmu pustio kao singl u nekim državama poput Njemačke, Južne Afrike, Australije i Sjedinjenih Država.

## Popis formata i pjesama

### Japansko izdanje iz 1986.
7" vinyl singl
1. "Love Don't Live Here Anymore"
2. "Over And Over"

### U.S. izdanje iz 1996.
7" Singl (Jukebox) / Kaseta / CD singl
1. "Love Don't Live Here Anymore" (Soulpower Radio Remix Edit) (4:05)
2. "Love Don't Live Here Anymore" (Album Remix Edit) (4:05)

12" promocijski singl (Red Label)

1. strana
1. "Love Don't Live Here Anymore" (Extended Journey) (8:03)
2. "Love Don't Live Here Anymore" (Hot Mix Edit) (6:44)

2. strana
1. "Love Don't Live Here Anymore" (Hot Mix Radio Edit) (4:50)
2. "Love Don't Live Here Anymore" (Edge Factor Dub) (8:31)
3. "Love Don't Live Here Anymore" (Early Morning Dub) (10:04)

### Europsko izdanje iz 1996.
5" Compact Disc Singl (Slim Line Jewel Case / Card Sleeve) [Catalogue Numbers: 9362-43692 -2/ -9]
1. "Love Don't Live Here Anymore" (Soulpower Radio Remix Edit) (4:05)
2. "Love Don't Live Here Anymore" (Album Remix Edit) (4:05)
3. "Love Don't Live Here Anymore" (Soulpower Radio Remix) (4:44)
4. "Love Don't Live Here Anymore" (Album Remix) (4:54)

UK 12" promocijski singl (White Label / Mispressed) [Catalogue Number:  SAM 1880]

1. strana
1. "Love Don't Live Here Anymore" (Mark!s It's A Girl Dub) (8:02)
2. "Love Don't Live Here Anymore" (Mark!s It's A Boy Dub) (9:37)

2. strana
1. "Love Don't Live Here Anymore" (Mark!s Full On Vocal) (10:20)

## Na ljestvicama
| Ljestvica (1996.)                            | Pozicija |
| -------------------------------------------- | -------- |
| Australija                                   | 27       |
| Francuska                                    | 48       |
| Japan (1986.)                                | 21       |
| Kanada                                       | 31       |
| U.S. Billboard Hot 100                       | 78       |
| U.S. Billboard Hot Dance Club Play           | 16       |
| U.S. Billboard Hot Adult Contemporary Tracks | 29       |